# Flaminio Bollini Cerri
Flaminio Bollini Cerri (Milão, 1924 - Roma, 1978) foi um diretor e encenador italiano que se notabilizou por na juventude ter participado da formação do Teatro Brasileiro de Comédia em 1947, sendo o responsável pela primeira encenação profissional de Bertolt Brecht no Brasil, pelo Teatro Maria Della Costa em 1958.

## Biografia
Formado pela Regia Accademia di Arti Drammatica di Roma, dirigida por Silvio D'Amico, Bollini faz assistência de direção para Luchino Visconti e Giorgio Strehler. Sua primeira direção será em 1950 no espetáculo A Guerra de Troia Não Acontecerá, de Giraudoux.
Chega no Brasil em 1947 para se juntar ao grupo de diretores italianos do Teatro Brasileiro de Comédia. Encena Ralé de Gorki com Maria Della Costa, Paulo Autran, Ziembinski, Cleyde Yáconis.
Em 1952 o encenador é encarregado de duas produções, Diálogo de Surdos e Vá Com Deus, de Murrey e Boretz, primeiro trabalho de assistência de direção de Antunes Filho na companhia.
Na Companhia Cinematográfica Vera Cruz filma Na Senda do Crime, com Miro Cerni, Cleyde Yáconis e Silvia Fernanda no elenco.
Em 1954 encena Mortos Sem Sepultura, de Sartre, um fracasso de bilheteria para o TBC. Em 1955 encena Vestido de Noiva, de Nelson Rodrigues, para o Teatro de Amadores de Pernambuco, TAP. Regressa a São Paulo em 1956 a convite de Sandro Polloni para assumir a direção do Teatro Maria Della Costa, TMDC, com o qual realiza três encenações de grande relevo, projetando Maria Della Costa, cabeça da companhia e atriz cuja única aparição no TBC se dera sob sua direção em Ralé. Para ela e Polloni dirige A Casa de Bernarda Alba, de Federico García Lorca; A Rosa Tatuada, de Tennessee Williams; e Moral em Concordata, de Abílio Pereira de Almeida, com Odete Lara, Jardel Filho e Armando Bógus no elenco.
Em 1958 dirige A Alma Boa de Set-Suan de Bertolt Brecht, primeira encenação profissional do autor alemão entre nós, recebendo os prêmios Saci e Governador do Estado de melhor diretor do ano. É este seu último trabalho no Brasil, já que volta definitivamente para a Itália, onde se dedica pouco ao teatro e cinema, mas fundamentalmente ao rádio e à televisão.
A importância histórica do encenador é fixada pelo crítico Yan Michalski: "De todos os diretores importados por Franco Zampari, Bollini foi provavelmente o que realizou o menor número de espetáculos entre nós. Mas o radicalismo com que implantou novos processos de ensaios no TBC, e o mérito de ter trazido Brecht aos palcos brasileiros, valeram-lhe a reputação de ser, sob alguns aspectos, o mais moderno dos encenadores italianos que na mesma época vieram trabalhar em São Paulo" (Michalski, 1989).